# Русский альманах
Русский альманах (серб. Руски алманах) — специализированный журнал на сербском языке, посвященный русской литературе и культуре. Издаётся в Земуне (Сербия). Журнал основал сербский поэт Раша Ливада в 1992 году. Основной корпус публикаций составляют переводы современных русских писателей, поэтов и критиков разной направленности и политических взглядов, а также новые литературные переводы уже известных произведений. 
Главный редактор – Зорислав Паункович. 
В разное время авторами журнала являлись Дмитрий Бакин, Александр Генис, Лев Рубинштейн, Борис Рыжий, Саша Соколов, Елена Шварц и другие.